# Estación Providencia
La estación Providencia (también conocida como estación de Pirque) fue una terminal ferroviaria de la ciudad de Santiago de Chile, que estuvo ubicada en lo que hoy es el parque Bustamante. El edificio albergaba a dos estaciones de dos ferrocarriles distintos: el Ferrocarril del Llano de Maipo —conocido también como «Ferrocarril a Pirque», razón por la cual la estación fue conocida de forma no oficial con el nombre de su destino— y el Ferrocarril de Circunvalación.

## Historia

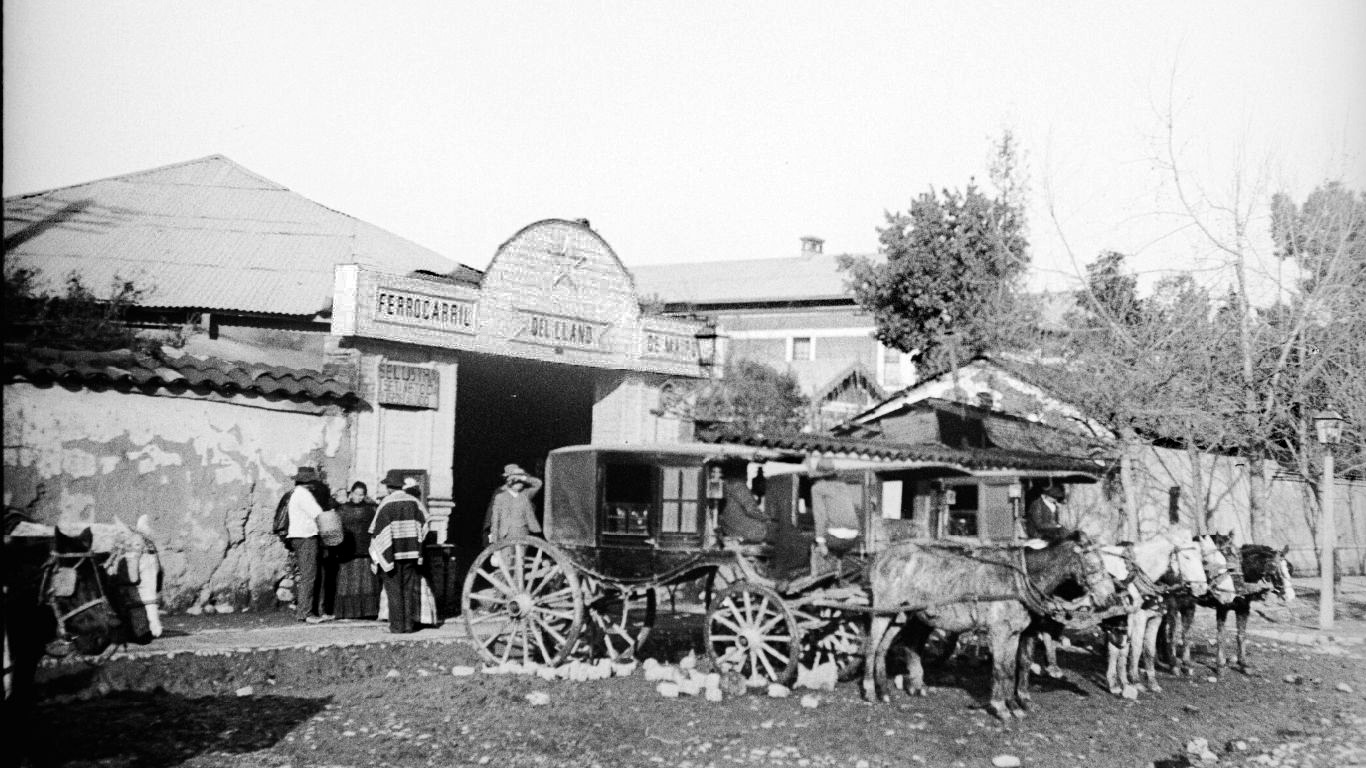
Acceso de la estación en 1906.

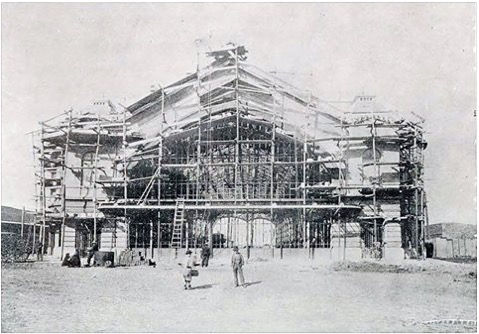
Construcción del nuevo edificio de la estación (1909).

La estación fue inaugurada en octubre de 1891, al ser una de las cabeceras del Ferrocarril del Llano de Maipo, y originalmente consistía en una edificación sencilla de un piso.
Entre 1907 y 1911 fue construido un nuevo edificio para la estación junto con la remodelación de la plaza Italia, dando en 1910 un nuevo carácter al lugar en el marco de las celebraciones del centenario de la independencia. El edificio fue proyectado y diseñado por Emile Jéquier y construido por la empresa belga Compañía Central de Construcciones y Fundiciones Haine St Pierre. El edificio de la estación se construyó simultáneamente junto con la estación Mapocho. Cuando esta se levantó, se pensaba que el tren llegaría hasta Argentina —a través del Ferrocarril Trasandino—. La estación era punta de rieles del Ferrocarril de Circunvalación y el del Llano de Maipo —que iba a Puente Alto— hasta 1941.
En 1929 ya estaba en discusión el levantamiento de la vía que llegaba a la estación; se habían presentado propuestas para que la estación quedase como cabecera de un parque. Otra propuesta para la estación fue tunelar la vía que hubiese conectado con la estación Mapocho —del ferrocarril de Circunvalación— y otro túnel con dirección al sector denominado Cerrillos en la comuna de Las Condes.
La Ley 6008 —publicada el 13 de febrero de 1937— autorizaba a la Empresa de los Ferrocarriles del Estado para suprimir las estaciones Providencia, Ñuñoa y Santa Elena, y ese mismo año surgieron los primeros proyectos para levantar las vías férreas y construir una nueva estación Ñuñoa. Finalmente, en 1941 la estación fue cerrada; a partir del 16 de abril su ala oriente fue demolida junto con la estación Ñuñoa —siendo esta última reubicada—, ya que se argumentaba que el recinto ferroviario "dividía" los barrios de la ciudad entre los nuevos y los antiguos. La estación correspondiente a la Empresa de los Ferrocarriles del Estado, ubicada en el ala poniente, recibió carga hasta el 27 de octubre de dicho año, y al Ferrocarril del Llano de Maipo se le permitió llegar hasta la plaza Italia como tranvía, situación que duró hasta el levante de las vías entre el Parque Bustamante y la estación Ñuñoa en 1959.
En el lugar de los patios se construyó el parque Bustamante, que conserva la geometría de los recintos ferroviarios originales de las estaciones demolidas. En ese tramo se ubican las estaciones Baquedano, Parque Bustamante, Santa Isabel e Irarrázaval del Metro de Santiago.

## Infraestructura

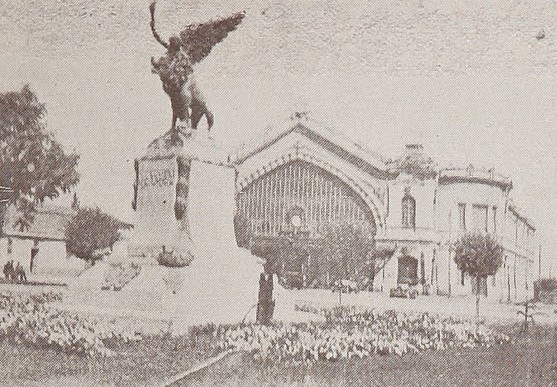
Frontis de la estación Providencia. Se puede observar el Monumento al Genio de la Libertad (1934).

La arquitectura del edificio es similar al de la Estación Mapocho, construida por el arquitecto de este edificio, Emile Jéquier. Este edificio seguía los principios del beaux arts, simétrico, con ventanas arqueadas y ornamentación con detalles de la arquitectura clásica. La fachada se hallaba compuesta por una gran nave central con su frontis recubierto con una gran estructura metálica vidriada construida en París por la casa Daydé et Pillé, al igual que la marquesina horizontal. La entrada principal contaba con un reloj y los edificios laterales poseían dos pisos, mientras que la estructura metálica que servía de techo para los andenes fue construida por la Compagnie Centrale de Construction de Haine St-Pierre, ubicada en Bélgica.
Para 1911, el ala oeste de la estación servía como oficinas de la Empresa de los Ferrocarriles del Estado, mientras que el ala este era utilizada como oficinas del Ferrocarril del Llano de Maipo. Recubierto por el galpón central iniciaban las plataformas de los andenes de la estación, sin embargo, las plataformas de embarque se encontraban mucho más al fondo de la estación. La plataforma al oeste, correspondiente a Ferrocarriles del Estado, era el punto de término de las vías —de 1,68 m de ancho de trocha—, y estas no se extendían hasta la zona techada; distinto era el caso con el Ferrocarril del Llano de Maipo, que las vías —de 1 m de ancho de trocha— tenían su término bajo el galpón. En ambos lados existían baños públicos. El edificio poseía una plaza frontal que era atravesada por el ferrocarril a Cerrillos y El Peñón, y en esta además se encontró en un momento el Monumento al Genio de la Libertad.
Para 1921, con el proyecto de la canalización del río Mapocho, se presentaba el proyecto de extensión de la línea de circunvalación por el noroeste doblando hacia la estación Mapocho. Además, el ferrocarril a Cerrillos —denominado en este mapa como «ferrocarril al Peñón»— que poseía su punta de rieles en el borde externo oeste de la estación estaba siendo levantado.